# 색목인
색목인(色目人)은 원(元)나라의 신분 제도 용어이다. 몽골인 다음가는 계급이다.
위구르, 탕구트, 페르시아인 등 몽골인 이외의 중국 출신이 아닌 서방의 여러 나라 사람을 아울러 이르는 말이다. 그 지위는 이들의 몽골제국 창건 공로와 중국인을 향한 견제 차원에서 부여되었다. 최고위 관리나 장군의 지위를 얻었을 뿐만 아니라 대상의 활약은 중국사상 다른 예를 찾아볼 수 없다.

## 색목인 출신 인물들의 예
| 유형   | 이름               | 원명 또는 본명            | 생몰년도            | 출전                                                                                |
| ------ | ------------------ | ------------------------- | ------------------- | ----------------------------------------------------------------------------------- |
| 기술인 | 역사마인(亦思馬因) | 이스마일(Ismail)          | 1274년에 죽음       | 《원사》 권203, 〈열전〉90, [공예], 역사마인 《신원사》 권152, 〈열전〉49, 역사마인 |
| 정치인 | 납속랄정(納速剌丁) | 나스르 웃 딘(Nasr ad-Din) | 1292년에 죽음       | 《원사》 권125, 〈열전〉12, 납속랄정                                                |
| 상인   | 최노성(崔老星)     | 당흑시(党黑廝)            | 생몰년을 알 수 없음 | 《고려사》 권124, 〈열전〉37, [폐행], 왕삼석 부 최노성                              |

## 관련 논문
- 조원, 〈쿠빌라이시기 강남지역 色目人의 任官과 활약 - 江浙行省 지방관부 色目人 관원의 사례를 중심으로 -〉, 《중앙아시아연구》 19-2, 중앙아시아학회, 2014년
- 김철웅, 〈고려후기 色目人의 移住와 삶〉, 《동양학》 68, 단국대학교 동양학연구원, 2017년